# Ved Glyptoteket
Ved Glyptoteket er en gade langs haven på Ny Carlsberg Glyptoteks vestside i Indre By (København). Gaden strækker sig mellem Niels Brocks Gade og Tietgensgade.

## Etablering og udvikling
Gaden blev anlagt kort efter år 1900, da Rysensteen-kvarteret blev bebygget. Området var en del af Københavns ekspanderende bystruktur og blev opført i takt med den voksende befolkning og behovet for nye boligområder.

## Arkitektur og bygninger
Den eneste beboelsesejendom i gaden dækker en hel karré mellem Ved Glyptoteket og Edvard Falcks Gade. Ejendommen blev opført omkring 1908 og har smukke detaljer i facaden. Især bemærkes de relieffer med danserinder, der pryder indgangspartierne.